# Kameroen op de Olympische Zomerspelen 2008
Kameroen nam deel aan de Olympische Zomerspelen 2008 in Peking, China. Kameroen debuteerde op de Zomerspelen in 1964 en deed in 2008 voor de twaalfde keer mee. Françoise Mbango Etone prolongeerde haar titel in het hink-stap-springen en won hiermee het derde Kameroense goud ooit.

## Medailleoverzicht
| Sport    | Olympiër               | Discipline             | Medaille |
| -------- | ---------------------- | ---------------------- | -------- |
| Atletiek | Françoise Mbango Etone | hink-stap-springen (v) | Goud     |

## Deelnemers en resultaten

### Atletiek
| Olympiër               | Discipline             | Resultaat | Prestatie                                                          |
| ---------------------- | ---------------------- | --------- | ------------------------------------------------------------------ |
| Hugo Mamba-Schlick     | hink-stap-springen (m) | 32e       | kwalificatie groep B: 15de met 16,01m                              |
|                        |                        |           |                                                                    |
| Myriam Léonie Mani     | 100m (v)               | 34e       | serie 1: 3de in 11,64 kwartfinale 1:' 6de in 11,65                 |
| Carole Kaboud Mebam    | 400m horden (v)        | 24e       | serie 3: 6de in 57,81                                              |
| Françoise Mbango Etone | hink-stap-springen (v) | Goud      | kwalificatie groep B: 1ste met 14,50m finale: 1ste met 15,39m (OR) |
| Georgina Toth          | kogelslingeren (v)     | DNF       | kwalificatie groep B: geen geldige poging                          |

### Boksen
| Olympiër       | Discipline  | Resultaat | Prestatie                                                            |
| -------------- | ----------- | --------- | -------------------------------------------------------------------- |
| Thomas Essomba | -48kg (m)   | 17e       | 1ste ronde: V van ARM Danielyan: 3-9                                 |
| Mahaman Smaila | -63,5kg (m) | 17e       | 1ste ronde: V van CUB Iglesias: 1-15                                 |
| Joseph Mulema  | -67kg (m)   | 9e        | 1ste ronde: W van CAF Bongongo: 17-2 2de ronde: V van CHN Islam: 4-9 |

### Gewichtheffen
| Olympiër              | Discipline | Resultaat | Prestatie                                                    |
| --------------------- | ---------- | --------- | ------------------------------------------------------------ |
| Brice Vivien Batchaya | -85kg (m)  | 65e       | trekken: 13de met 153kg stoten: 14de met 180kg totaal: 333kg |

### Judo
| Olympiër        | Discipline | Resultaat | Prestatie                                                                  |
| --------------- | ---------- | --------- | -------------------------------------------------------------------------- |
| Franck Moussima | -100kg (m) | 17e       | 1ste ronde: W van MEX Martínez: waza-ari 2de ronde: V van HUN Hadfi: ippon |

### Roeien
| Olympiër          | Discipline | Resultaat | Prestatie                                                                        |
| ----------------- | ---------- | --------- | -------------------------------------------------------------------------------- |
| Paul Etia Ndoumbe | skiff (m)  | 28e       | serie 3: 5de in 7.59,26 halve finale E/F: 2de in 7.29,68 finale E: 5de in 7.21,4 |

### Tafeltennis
| Olympiër             | Discipline    | Resultaat | Prestatie                                               |
| -------------------- | ------------- | --------- | ------------------------------------------------------- |
| Victorine Agum Fomum | enkelspel (v) | 65e       | voorronde: V van DOM Qian: 0-4 (3-11, 1-11, 6-11, 5-11) |

### Voetbal
| Olympiër | Discipline | Resultaat | Prestatie                                                                                                 |
| --- | ---------- | --------- | --- |
| Albert Baning Gustave Bebbe Paul Bebey Christian Bekamenga André Bikey Aurélien Chedjou Alexis Enam Antonio Ghomsi Georges Mandjeck Stéphane Mbia Marc Mboua Serge N'Gal Nicolas N'Koulou Alain Ollé Alexandre Song Franck Songo'o Amour Tignyemb | mannen     | 5e        | groep D: 2de G van Zuid-Korea: 1-1 W van Honduras: 1-0 G van Italië: 0-0 kwartfinale: V van Brazilië: 0-2 |

| Groep D |            |             |             |             |             |            |            |            |        |
| #       | Land       | Wedstrijden | Wedstrijden | Wedstrijden | Wedstrijden | Doelpunten | Doelpunten | Doelpunten | Punten |
| #       | Land       | G           | W           | G           | V           | V          | T          | Saldo      | Punten |
| 1       | Italië     | 3           | 2           | 1           | 0           | 6          | 0          | +6         | 7      |
| 2       | Kameroen   | 3           | 1           | 2           | 0           | 2          | 1          | +1         | 5      |
| 3       | Zuid-Korea | 3           | 1           | 1           | 1           | 2          | 4          | -2         | 4      |
| 4       | Honduras   | 3           | 0           | 0           | 3           | 0          | 5          | -5         | 0      |

| Ronde       | Datum       | Plaats     | Land | Score    | Land |
| ----------- | ----------- | ---------- | ---- | -------- | ---- |
| Groepsfase  |             |            |      |          |      |
| 7 augustus  | Qinhuangdao | Zuid-Korea | 1-1  | Kameroen |      |
| 10 augustus | Qinhuangdao | Kameroen   | 1-0  | Honduras |      |
| 13 augustus | Tianjin     | Kameroen   | 0-0  | Italië   |      |
| Kwartfinale |             |            |      |          |      |
| 16 augustus | Shenyang    | Brazilië   | 2-0  | Kameroen |      |

### Worstelen
| Olympiër      | Discipline  | Resultaat   | Prestatie                            |
| Vrije stijl   | Vrije stijl | Vrije stijl | Vrije stijl                          |
| ------------- | ----------- | ----------- | ------------------------------------ |
| Annabelle Ali | -72kg (m)   | 16e         | 1ste ronde: V van POL Wieszczek: 0-3 |

### Zwemmen
| Olympiër                 | Discipline         | Resultaat | Prestatie              |
| ------------------------ | ------------------ | --------- | ---------------------- |
| Alain Brigion Tobe       | 50m vrije slag (m) | 61e       | serie 5: 1ste in 24,53 |
|                          |                    |           |                        |
| Antoinette Guedia Mouafo | 50m vrije slag (v) | 83e       | serie 2: 4de in 33,59  |

## Trivia
- De zwemster Antoinette Joyce Guedia Mouafo was met haar 12 jaar de jongste deelneemster van de Olympische Spelen.

Afghanistan · Albanië · Algerije · Amerikaanse Maagdeneilanden · Amerikaans-Samoa · Andorra · Angola · Antigua en Barbuda · Argentinië · Armenië · Aruba · Australië · Azerbeidzjan · Bahama's · Bahrein · Bangladesh · Barbados · België · Belize · Benin · Bermuda · Bhutan · Bolivia · Bosnië en Herzegovina · Botswana · Brazilië · Britse Maagdeneilanden · Bulgarije · Burkina Faso · Burundi · Cambodja · Canada · Centraal-Afrikaanse Republiek · Chili · China · Chinees Taipei · Colombia · Comoren · Congo-Brazzaville · Congo-Kinshasa · Cookeilanden · Costa Rica · Cuba · Cyprus · Denemarken · Djibouti · Dominica · Dominicaanse Republiek · Duitsland · Ecuador · Egypte · El Salvador · Equatoriaal-Guinea · Eritrea · Estland · Ethiopië · Fiji · Filipijnen · Finland · Frankrijk · Gabon · Gambia · Georgië · Ghana · Grenada · Griekenland · Groot-Brittannië · Guam · Guatemala · Guinee · Guinee‑Bissau · Guyana · Haïti · Honduras · Hongarije · Hongkong · Ierland · IJsland · India · Indonesië · Irak · Iran · Israël · Italië · Ivoorkust · Jamaica · Japan · Jemen · Jordanië · Kaaimaneilanden · Kaapverdië · Kameroen · Kazachstan · Kenia · Kirgizië · Kiribati · Koeweit · Kroatië · Laos · Lesotho · Letland · Libanon · Liberia · Libië · Liechtenstein · Litouwen · Luxemburg · Macedonië · Madagaskar · Malawi · Malediven · Maleisië · Mali · Malta · Marshalleilanden · Marokko · Mauritanië · Mauritius · Mexico · Micronesië · Moldavië · Monaco · Mongolië · Montenegro · Mozambique · Myanmar · Namibië · Nauru · Nederland · Nederlandse Antillen · Nepal · Nicaragua · Nieuw-Zeeland · Niger · Nigeria · Noord-Korea · Noorwegen · Oeganda · Oekraïne · Oezbekistan · Oman · Oostenrijk · Oost‑Timor · Pakistan · Palau · Palestina · Panama · Papoea-Nieuw-Guinea · Paraguay · Peru · Polen · Portugal · Puerto Rico · Qatar · Roemenië · Rusland · Rwanda · Saint Kitts en Nevis · Saint Lucia · Saint Vincent en Grenadines · Salomonseilanden · Samoa · San Marino · Sao Tomé en Principe · Saoedi-Arabië · Senegal · Servië · Seychellen · Sierra Leone · Singapore · Slovenië · Slowakije · Soedan · Somalië · Spanje · Sri Lanka · Suriname · Swaziland · Syrië · Tadzjikistan · Tanzania · Thailand · Togo · Tonga · Trinidad en Tobago · Tsjaad · Tsjechië · Tunesië · Turkije · Turkmenistan · Tuvalu · Uruguay · Vanuatu · Venezuela · Verenigde Arabische Emiraten · Verenigde Staten · Vietnam · Wit-Rusland · Zambia · Zimbabwe · Zuid-Afrika · Zuid-Korea · Zweden · Zwitserland
Uitgesloten van deelname: Brunei